# Williams FW20
Chronologie des modèles (1998)
Williams FW19 Williams FW21
La Williams FW20 est la monoplace de Formule 1 engagée en championnat du monde de Formule 1 1998 par l'écurie Williams.
En 1998, la refonte du règlement technique, le départ d'Adrian Newey et le retrait de Renault obligent Williams à totalement repenser la conception de leur monoplace de Grand Prix. Mecachrome fournit le bloc V10 GC37-01 de 2 999 cm3 qui est en fait un moteur Renault Sport RS9 de la saison précédente, rebadgé et développant 775 ch à 15 600 tr/min. Au niveau du châssis, la FW20 est une simple évolution de sa devancière, bien adaptée aux pneus Goodyear qui seront remplacés par des Bridgestone la saison suivante.
La FW20 est mal née et un nouveau train arrière a dû être installé, similaire dans sa conception à celui de la monoplace de la saison précédente. Le bloc V10, en manque de développement, ne supporte pas la comparaison avec les moteurs concurrents, rendant environ trente chevaux au Mercedes.
Williams se classe troisième du championnat du monde des constructeurs avec 38 points quand McLaren, champion, inscrit 156 points et Ferrari 133 points. C'est la première saison sans victoire pour l'écurie depuis 1988.

## Williams FW20 BMW
En avril 1999, BMW Motorsport teste sur le circuit de Miramas une Williams FW20 équipée d'un moteur BMW, le motoriste allemand s'alliant avec Williams à compter de la saison 2000. La FW20 BMW est pilotée par le pilote allemand Jörg Müller. 

## Résultats en championnat du monde de Formule 1

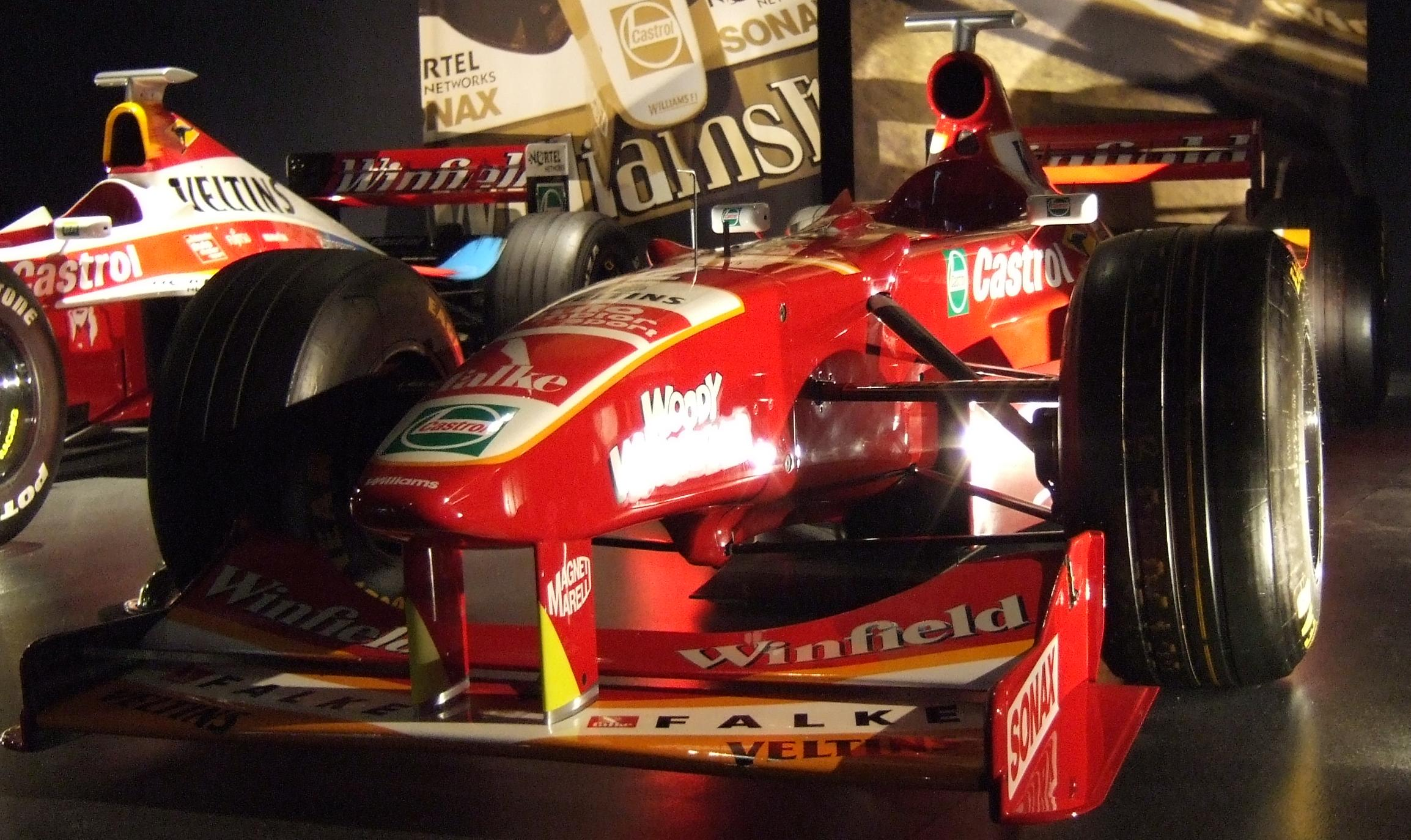
Vue avant de la Williams FW20, en exposition.

| Saison | Écurie            | Moteur         | Pneus    | Pilotes               | Courses | Courses | Courses | Courses | Courses | Courses | Courses | Courses | Courses | Courses | Courses | Courses | Courses | Courses | Courses | Courses | Points inscrits | Classement |
| Saison | Écurie            | Moteur         | Pneus    | Pilotes               | 1       | 2       | 3       | 4       | 5       | 6       | 7       | 8       | 9       | 10      | 11      | 12      | 13      | 14      | 15      | 16      | Points inscrits | Classement |
| ------ | ----------------- | -------------- | -------- | --------------------- | ------- | ------- | ------- | ------- | ------- | ------- | ------- | ------- | ------- | ------- | ------- | ------- | ------- | ------- | ------- | ------- | --------------- | ---------- |
| 1998   | Winfield Williams | Mecachrome V10 | Goodyear |                       | AUS     | BRÉ     | ARG     | SMR     | ESP     | MON     | CAN     | FRA     | GBR     | AUT     | ALL     | HON     | BEL     | ITA     | LUX     | JAP     | 38              | 3e         |
| 1998   | Winfield Williams | Mecachrome V10 | Goodyear | Jacques Villeneuve    | 5e      | 7e      | Abd     | 4e      | 6e      | 5e      | 10e     | 4e      | 7e      | 6e      | 3e      | 3e      | Abd     | Abd     | 8e      | 6e      | 38              | 3e         |
| 1998   | Winfield Williams | Mecachrome V10 | Goodyear | Heinz-Harald Frentzen | 3e      | 5e      | 9e      | 5e      | 8e      | Abd     | Abd     | 15e     | Abd     | Abd     | 9e      | 5e      | 4e      | 7e      | 5e      | 5e      | 38              | 3e         |

Légende : ici 